# Населення Житомира
Населення Житомира станом на 1 січня 2020 року становило 264 318 осіб. За чисельністю населення Житомир посідає 22 місце серед міст України. У порівнянні з 2015 роком за чисельністю населення Житомир втратив дві позиції у рейтингу міст України за кількістю населення. У Житомирі мешкає 21,5 % населення Житомирської області.

## Історична динаміка
Історична динаміка чисельності населення Житомира
| 5,4                                    | 13,0 | 16,7 | 41,0 | 43,0 | 54,8 | 59,9 | 65,9 | 80,7 | 89,8 | 88,0 | 88,9 | 90,7 |
| В період з 1798 по 1913 рік (тис. ос.) |      |      |      |      |      |      |      |      |      |      |      |      |

| 64,2                                   | 69,7 | 95,1 | 40,1 | 53,0 | 76,0 | 105,6 | 117,0 | 160,9 | 243,8 | 292,1 |
| В період з 1923 по 1989 рік (тис. ос.) |      |      |      |      |      |       |       |       |       |       |

| 299,4                                  | 302,3 | 302,8 | 301,8 | 300,1 | 298,5 | 297,7 | 297,5 | 296,9 | 284,2 | 284,2 | 283,9 | 278,8 | 276,6 | 275,9 | 274,0 | 272,5 |
| В період з 1992 по 2008 рік (тис. ос.) |       |       |       |       |       |       |       |       |       |       |       |       |       |       |       |       |

| 271 755                                | 271 895 | 271 303 | 270 922 | 269 900 | 267 600 | 267 363 | 266 936 | 265 240 | 264 318 | 263 507 | 261 624 |
| В період з 2011 по 2022 рік (тис. ос.) |         |         |         |         |         |         |         |         |         |         |         |

Графік зміни чисельності населення Житомира з 1798 по 2021 роки:

## Статево-вікова структура
За статтю у місті переважали жінки, яких за переписом 2001 року налічувалося 152 066 осіб (53,5 %), тоді як чоловіків 132 170 (46,5 %). Середній вік населення Житомира становив 35,9 року (середнє по області — 38,9 року). Середній вік чоловіків на 3,7 року менше, ніж у жінок (33,9 і 37,6 відповідно). У віці молодшому за працездатний перебувало 51 677 осіб (18,2 %), у працездатному віці — 183 443 особи (64,5 %), у віці старшому за працездатний — 49 099 осіб (17,3 %).
Станом на 1 січня 2014 року статево-віковий розподіл населення Житомира був наступним:
| років       | чоловіки | жінки   | обидві статі |
| ----------- | -------- | ------- | ------------ |
| 0-14        | 20 151   | 18 907  | 39 058       |
| 15-64       | 93 150   | 105 087 | 198 237      |
| 65 і старше | 11 071   | 21 299  | 32 370       |

## Національний склад
Динаміка національного складу населення Житомира, %
|           | 1911   | 1926   | 1939   | 1959    | 1989    | 2001    |
| українці  | 26,5   | 37,2   | 47,8   | 56,4    | 71,8    | 82,9    |
| росіяни   | 12,1   | 13,7   | 10,5   | 18,9    | ~16     | ~10     |
| євреї     | 42,4   | 39,2   | 30,6   | 13,9    | 3,7     | 0,6     |
| поляки    | 17,0   | 7,4    | 7,9    | 8,7     | ~6      | ~4      |
| інші      | 2,0    | 2,5    | 3,2    | 2,1     | 2,5     | 2,5     |
| населення | 87.650 | 76.597 | 95.067 | 105.583 | 292.097 | 284.236 |

Згідно з опитуваннями, проведеними соціологічною групою «Рейтинг» у 2017 році, українці становили 94 % населення міста, росіяни — 3 %, інші народності — 3 %.

### Єврейська громада
Житомир був одним із центрів єврейського культурного життя. У 1789 році єврейське населення становило 882 особи (третина жителів міста). У 1791 році в Житомирі жив 1261 єврей. З 1804 року в місті друкувалися книги на івриті, а в 1837 році в місто була переведена зі Славути знаменита єврейська друкарня, яка з 1845 року стала одною з двох, дозволених в Російський імперії (друга — у Вільнюсі). У 1847 році в Житомирі жило близько 9500 євреїв.
У Житомирі було засновано перше в Російський імперії єврейське ремісниче училище, в якому за роки його існування навчалося до 1500 учнів.
Училище було закрито урядом у 1884 році, оскільки воно давало 
|  | євреям економічну перевагу над християнами у Південно-Західному краї |

Відповідно до перепису 1897 року, єврейське населення становило близько 31 тис. осіб (46 % від загальної кількості населення), 1911 році — 37,1 тис. (42,4 %). У 1926 році в Житомирі проживало близько 30 тис. євреїв (39 %), а в 1939 році 28 733 євреїв (30,5 % від загальної кількості населення).
9 липня 1941 року Житомир був окупований німецькою армією. Частина єврейського населення міста встигла евакуюватися. Ті, що залишилися, були зігнані в гетто. Невдовзі розпочалися розстріли євреїв. 19 серпня 1942 року були ліквідовані майже всі євреї Житомира. Після звільнення міста від німецької окупації туди повернулися тисячі євреїв. За переписом 1959 року, в Житомирі проживало 14 800 євреїв (13,9 % від загальної кількості населення). У 1989 році єврейське населення Житомира становило 10 700 осіб (3,7 %), у 2001 р. — менше 2000 (0,4 %).

## Мовний склад
| мова       | 1897 | 1989 | 2001 |
| ---------- | ---- | ---- | ---- |
| українська | 13,9 | 69,0 | 83,2 |
| російська  | 25,7 | 28,0 | 16,3 |
| єврейська  | 46,4 | 0,4  | 0,02 |
| польська   | 11,3 | 0,1  | 0,1  |

Українська мова є основною та єдиною офіційною мовою міста.
Згідно з опитуваннями, проведеними соціологічною групою «Рейтинг» у 2017 році, українською вдома розмовляли 57 % населення міста, російською — 14 %, українською та російською в рівній мірі — 28 %.
Згідно з опитуванням, проведеним Міжнародним республіканським інститутом у квітні-травні 2023 року, українською вдома розмовляли 82 % населення міста, російською — 14 %.
Згідно з опитуванням, проведеним Міжнародним республіканським інститутом у квітні-травні 2024 року, українською вдома розмовляли 89 % населення міста, російською — 22 % (на відміну від опитування 2023 року було дозволено вибір кількох варіантів).